# Борн, Стивен
Стивен Ричард Борн (англ. Stephen Richard «Steve» Bourne, род. 7 января 1944 года) — учёный в области информатики, происходящий из Великобритании, но проживающий в США на протяжении большей части своей карьеры. Он хорошо известен как автор Bourne shell (sh), который является основой для стандартных интерфейсов командной строки Unix.

## Биография
Борн получил степень бакалавра по математике в Королевском колледже Лондона. Он имеет Diploma in Computer Science и степень Ph.D. по математике в Тринити-колледже (Кембридж). Впоследствии он работал над компилятором ALGOL 68 в University of Cambridge Computer Laboratory (см. ALGOL 68C).
После Кембриджского университета, Борн провел девять лет в Bell Labs с командой Seventh Edition Unix. Помимо Bourne shell, он написал отладчик adb и The UNIX System, вторую книгу по системе UNIX, предназначенную для широкого круга читателей.
После Bell Labs, Борн работал на высших инженерно-управленческих должностях в Silicon Graphics, Digital Equipment Corporation, Sun Microsystems и Cisco Systems.
С 2000 по 2002 год он был президентом Ассоциации вычислительной техники. За свою работу в области компьютерных технологий Борн был награждён в 2008 году ACM’s Presidential Award и стал членом организации в 2005 году. Он также является членом Британского королевского астрономического общества.
Борн был главным технологом в Icon Venture Partners, фирме венчурного капитала, находившейся в Менло-Парк (Калифорния) до 2014 года. Он также является председателем редакционно-консультативного совета ACM Queue, журнала, который он помог основать, когда был президентом ACM.